# Roxton, Texas
Roxton là một thành phố thuộc quận Lamar, tiểu bang Texas, Hoa Kỳ. Năm 2010, dân số của xã này là 650 người.

## Dân số
- Dân số năm 2000: 694 người.
- Dân số năm 2010: 650 người.